# Solbat Park (métro de Séoul)
Solbat Park (en coréen : 솔밭공원) est une station de passage de la ligne Ui LRT du métro de Séoul. Elle est située sous la Samyng-ro, au 57-28, Ui-dong, dans l'arrondissement de Gangbuk-gu, à Séoul en Corée du Sud.
Ouverte en 2017, la station est desservie par les rames automatiques qui circulent sur la ligne.

## Situation sur le réseau

Plan du réseau (2023)

Établie en souterrain, Solbat Park est une station de passage de la Ligne Ui LRT du métro de Séoul. Elle est située entre la station Bukhansan Ui, terminus nord de la ligne, et la  station Cimetière national du 19 avril en direction du terminus sud Sinseol-dong,.

## Histoire
La station Solbat Park de la ligne Ui LRT, est mise en service lors de l'ouverture à l'exploitation de la ligne le 2 septembre 2017,.

## Services aux voyageurs

### Accès et accueil
Située sous la Samyng-ro, au 57-28 Ui-dong, la station souterraine dispose d'escaliers, d'escaliers mécaniques et d'ascenseurs pour les cheminements piétonniers entre les différents niveaux en sous-sol et les deux accès/sorties, numérotés 1 et 2. La salle d'accueil et de contrôle, située au point d'accès n°1, dispose notamment d'automates pour l'achat de titres de transport, identiques à ceux utilisés sur l'ensemble du métro de Séoul, et des toilettes.

### Desserte
Solbat Park, est une station de passage qui dispose de deux quais latéraux équipés de portes palières et est desservie par les rames automatiques qui circulent sur la ligne.

Installations
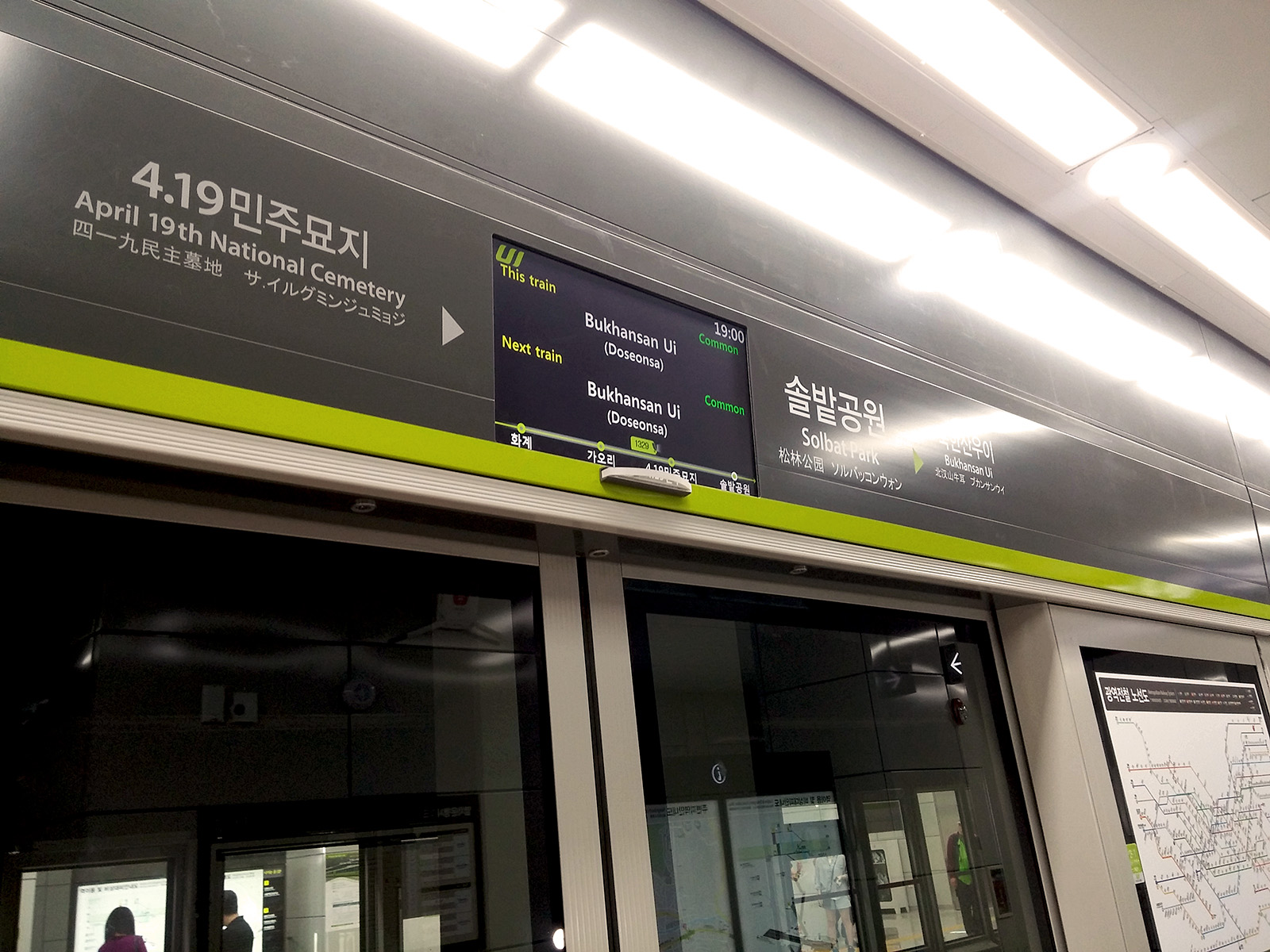
En 2018.
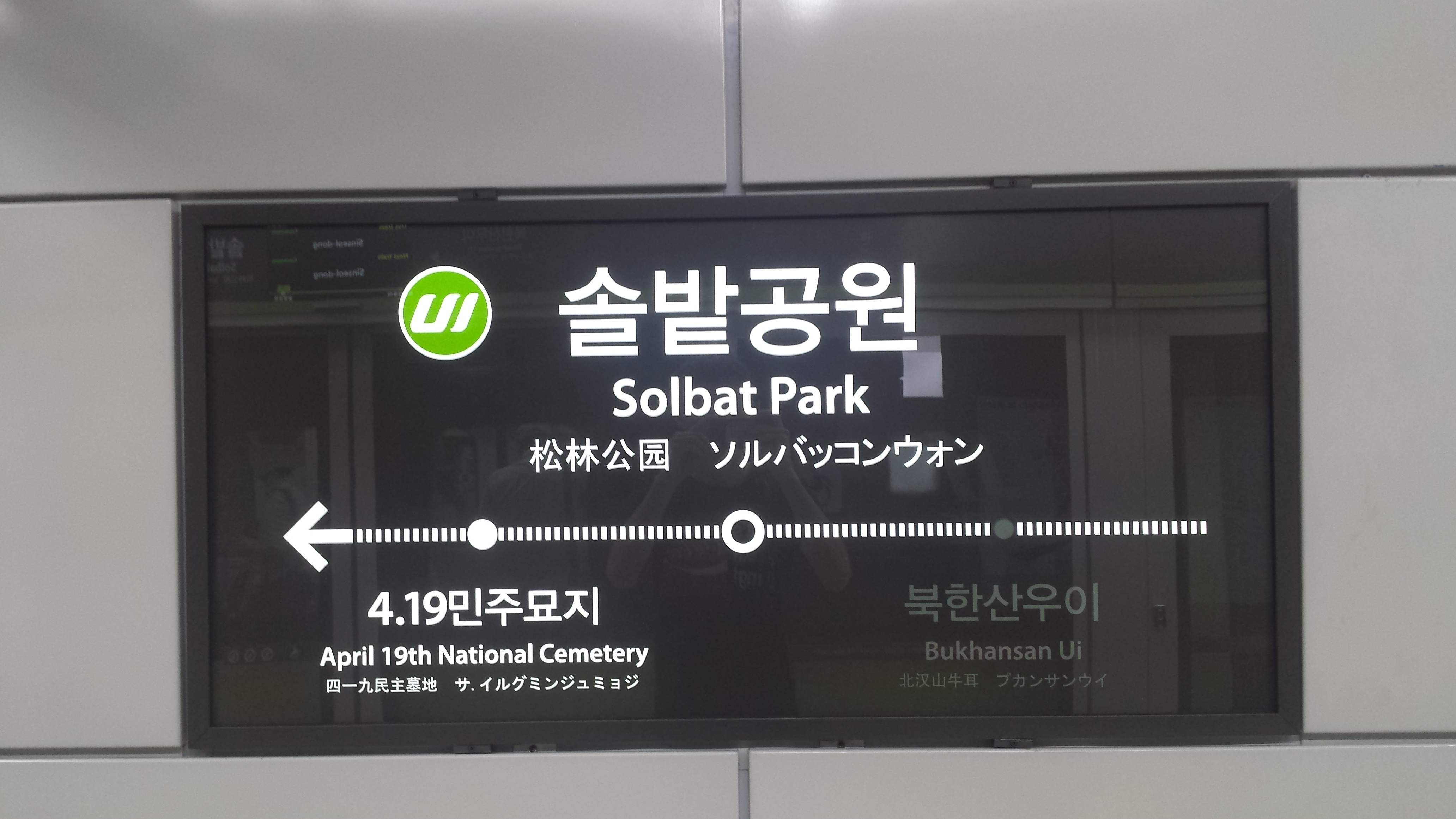
En 2017.
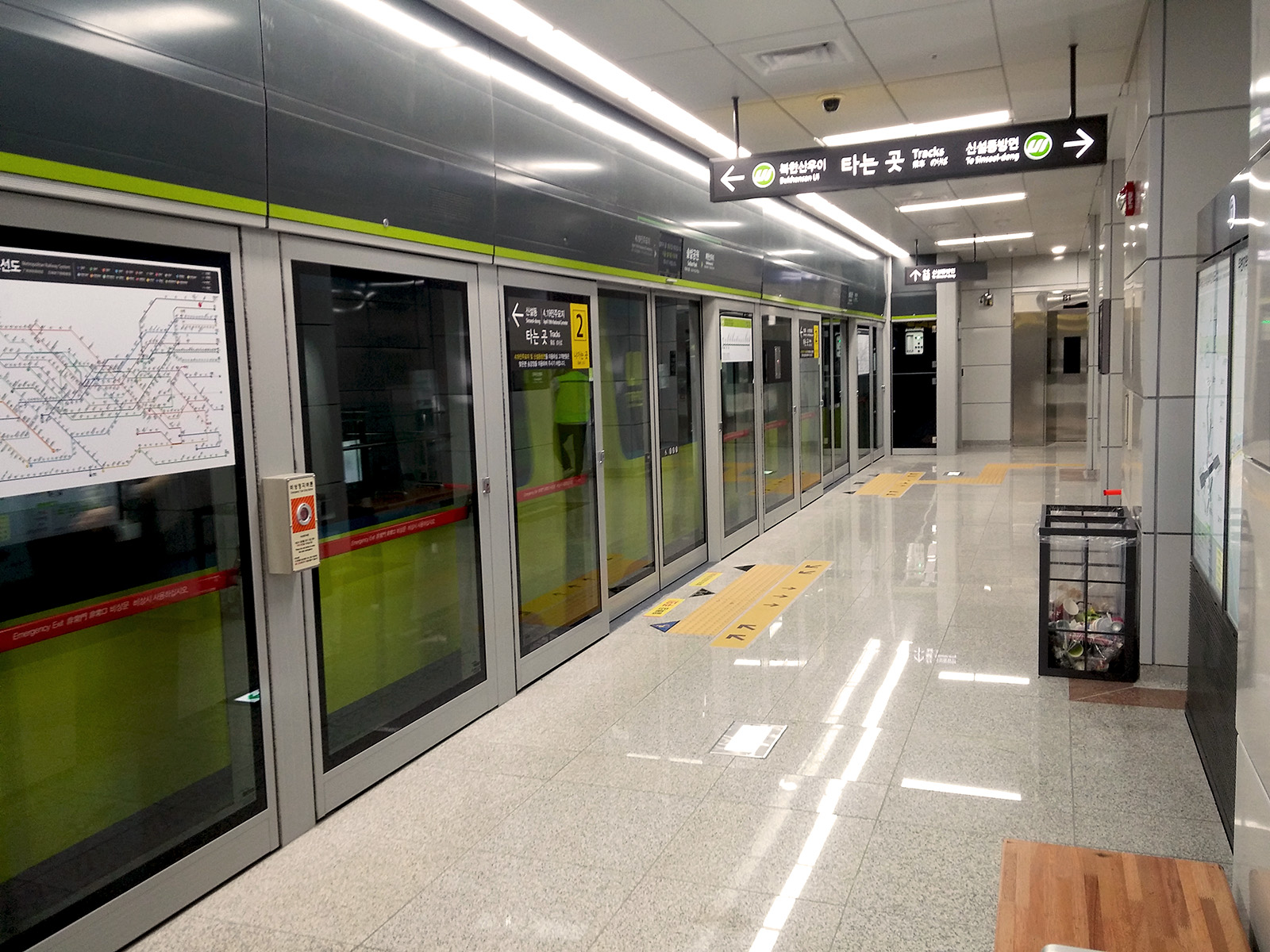
En 2018.

### Intermodalité
Des arrêts de bus sont situés à proximité des accès à la station.

## À proximité
Par la sortie n°1, accès à la bibliothèque Dobong et l'école primaire de Séoul Baekun. Par la sortie n°2, accès au parc du quartier Solbat et à la tombe de Yeo Woon-hyeong.